# Bengt Hägglund

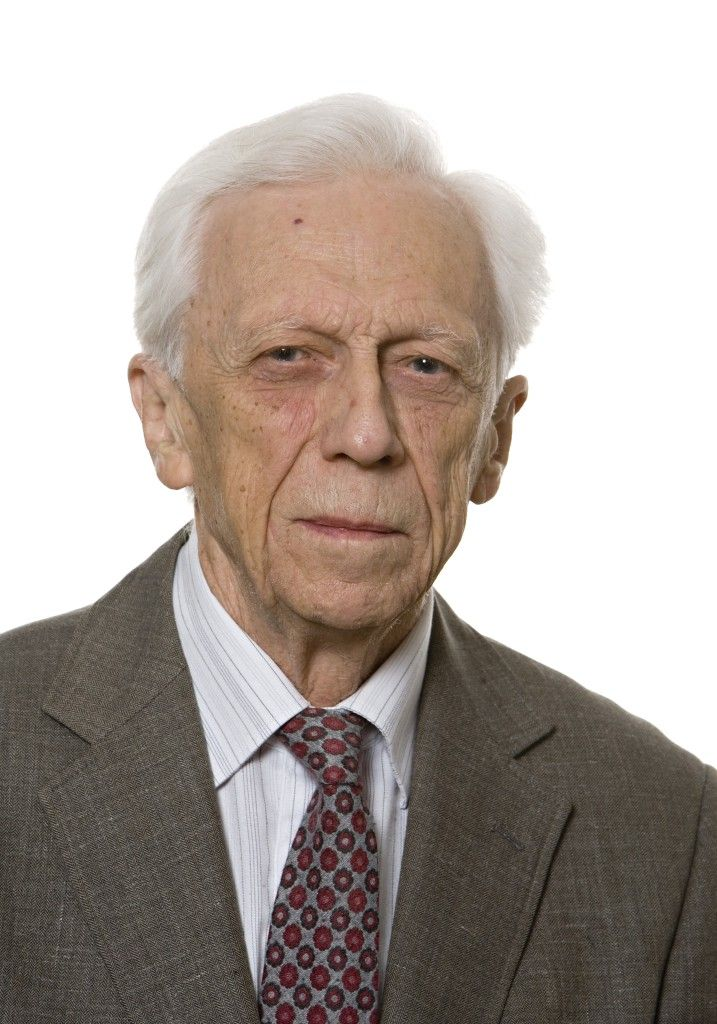
Bengt Hägglund, 2012

Bengt Vilhelm Hägglund (* 22. November 1920; † 8. März 2015) war ein schwedischer lutherischer  Theologe.

## Leben und Bedeutung
Nach der Promotion an der Universität Lund 1951 war Hägglund zuerst Assistenzprofessor, ab 1958 Vertreter einer Professur in Lund. Nach einer Gastdozentur an der Universität Heidelberg kehrte er 1960 als research fellow nach Lund zurück. Weitere Gastaufenthalte in Mainz, Leipzig, Rostock und Greifswald schlossen sich an. 1969 bis 1987 war Hägglund Professor für Ideengeschichte des Christentums (kristendomens idéhistoria) in Lund.
Hägglunds Forschungsschwerpunkte waren die Theologie Martin Luthers und der Lutherischen Orthodoxie sowie Methodenfragen der Dogmatik. Sein meistverbreitetes Buch Teologins historia (zuerst 1956) wurde u. a. ins Deutsche, Englische, Portugiesische, Lettische und Russische übersetzt.
Hägglund war von 1975 bis 1995 Vizepräsident der Luther-Akademie Ratzeburg. Er wurde mit Ehrendoktorwürden der Universitäten Saint Louis und Bochum sowie 2007 mit dem Hermann-Sasse-Preis der Selbständigen Evangelisch-Lutherischen Kirche ausgezeichnet.

## Schriften (Auswahl)
- Die heilige Schrift und ihre Deutung in der Theologie Johann Gerhards : eine Untersuchung über das altlutherische Schriftverständnis, 1951 (Diss.)
- Teologins historia: En dogmhistorisk översikt (1956) ISBN 91-7271-028-4 (Geschichte der Theologie : ein Abriss. Übersetzt von Alfred Otto Schwede. München 1983 [und weitere Auflagen])
- Theologie und Philosophie bei Luther und in der occamistischen Tradition. Luthers Stellung zur Theorie von der doppelten Wahrheit, 1955
- De homine: Människouppfattningen i äldre luthersk tradition (1959), ISBN 978-91-7580-383-8 (Neudruck 2008)
- Semantik och traditionsforskning : ett kompendium i metodfrågor (1969)
- The background of Luther's doctrine of justification in late medieval theology (1971) ISBN 0-8006-3063-7
- Trons mönster: en handledning i dogmatik (1982) ISBN 91-7271-029-2 (4. Aufl. 2003)
- Traktat om liturgin i den svenska kyrkan (2000) ISBN 91-7238-156-6
- Arvet från reformationen: teologihistoriska studier (2002) ISBN 91-7271-008-X
- Sanningens regel = Regula veritatis: trosregeln och den kristna traditionens struktur (2003) ISBN 91-7580-251-1
- Chemnitz - Gerhard - Arndt - Rudbeckius. Aufsätze zum Studium der altlutherischen Theologie. Texte und Studien zum Protestantismus des 16. bis 18. Jahrhunderts (TSP). Band 1 (2003) ISBN 3-933688-93-0
- Tro och verklighet (2007) ISBN 91-7580-339-9
- Kunskapsteori och metafysik i teologin (2011) ISBN 978-91-633-8258-1

### Als Herausgeber
- Från Bringebäck till Fyris. Pehr Sjöbrings levnadsteckning (1993) ISBN 91-86144-08-1
- Kirche in der Schule Luthers : Festschrift für Joachim Heubach, hrsg. von Bengt Hägglund und Gerhard Müller. Erlangen 1995
- Johannes Rudbeckius: Loci theologici. Föreläsningar vid Uppsala universitet 1611 - 1613, mit einem deutschen Vorwort (2001) ISBN 91-22-01926-X
- Matthias Hafenreffer, Compendium doctrinae coelestis. Utgivet med översättning, inledning och kommentarer. Mit einem deutschen Vorwort. Bengt Hägglund Cajsa Sjöberg (2010) ISBN 978-91-977366-8-8